# Fittja

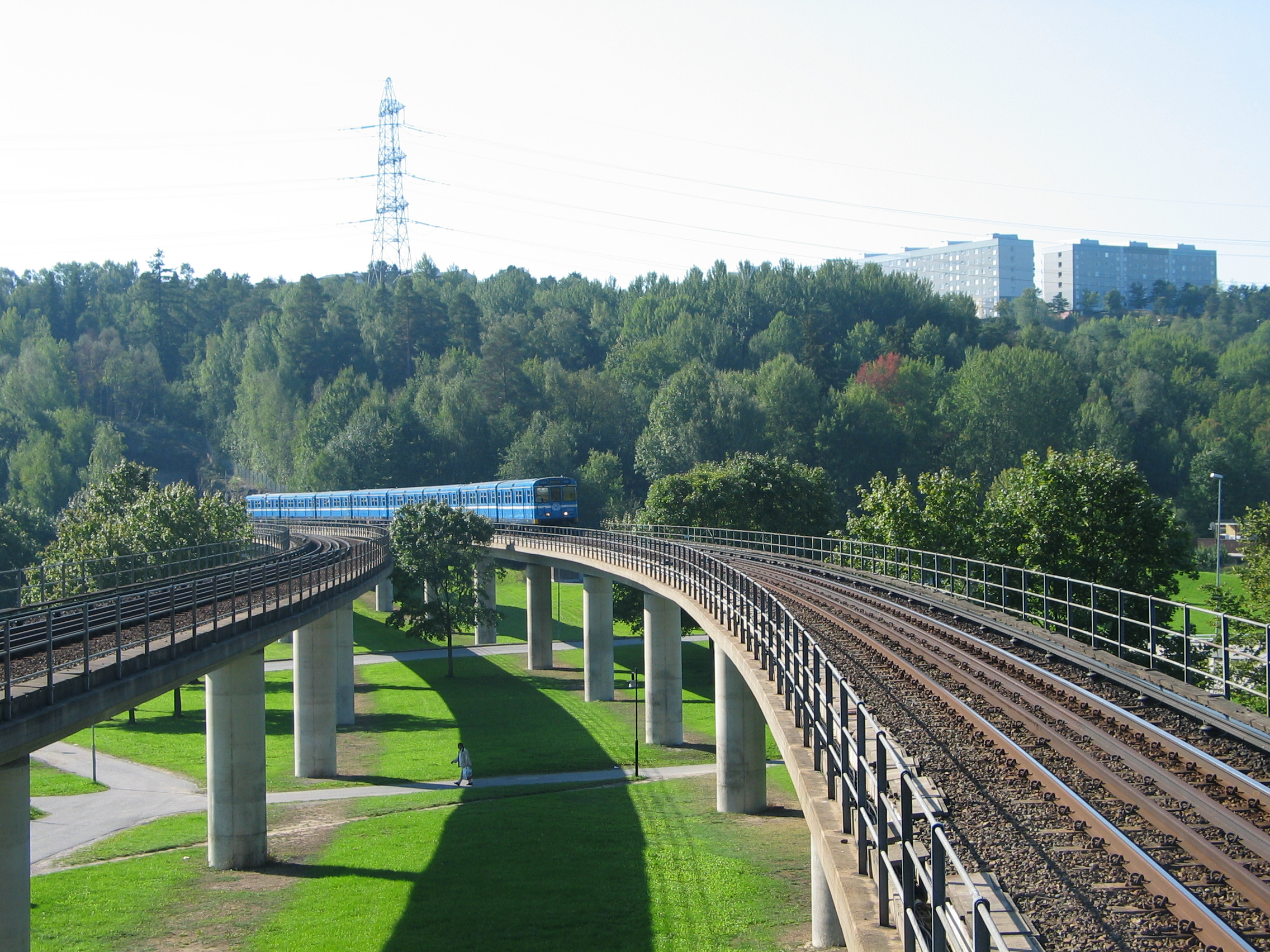
Tory w kierunku Alby

Fittja – powierzchniowa stacja sztokholmskiego metra, leży w gminie Botkyrka, w dzielnicy Fittja. Na czerwonej linii metra T13, między Alby a Masmo. Dziennie korzysta z niej około 5 600 osób.
Stacja znajduje się na wiadukcie równolegle do Krögarvägen. Ma jedno wyjście zlokalizowane na rogu Fittjavägen i Värdshusvägen.
Otworzono ją 1 października 1972 wraz z odcinkiem Vårberg-Fittja. Do 12 stycznia 1975 była to stacja końcowa linii T13. Ma jeden peron. Projektantem stacji jest Höjer-Ljungqvist.

## Sztuka
- Den knutna revolvern (pol. zawiązany rewolwer), brązowa rzeźba, Carl Fredrik Reuterswärd, 1998[3]
- Rzeźba na suficie przed wejściem do stacji, Eva Rosengren, 2002

## Czas przejazdu
| Linia | Stacja   | Czas przejazdu | Stacja                                                    | Czas przejazdu                     |
| T13   | Ropsten  | 39 min         | Liljeholmen Slussen Gamla stan T-Centralen Östermalmstorg | 25 min 27 min 29 min 31 min 33 min |
| T13   | Norsborg | 5 min          | Liljeholmen Slussen Gamla stan T-Centralen Östermalmstorg | 25 min 27 min 29 min 31 min 33 min |

## Otoczenie
W otoczeniu stacji znajdują się:
- Kościół św. Botvida
- Fittjasporthall
- Fittjaskolan Botkyrka norra
- Fittjabadet
- Tallidsskolan
- Moské
- Mångkulturelt centrum
- Fittja gård
- Fittja äng
- Ängsbadet